# 江承堯
江承堯（1978年—），出生於中華民國臺灣省臺北縣三峽鎮（今新北市三峽區），為一名主要從事金屬藝術創作的藝術家。華梵大學工業設計研究所畢業，2005年成立打鐵人藝術工坊。曾於草山行館、黃金博物館、國立傳統藝術中心舉辦個展，並於中華民國總統府藝廊、三峽鎮歷史文物館等地參與聯展。2009年全國金屬工藝大賽榮獲器物組銅質獎 ；2009年花蓮縣觀光紀念品創意大賽榮獲經典組佳作。由於幼年時期的腦膜炎導致右耳失聰，左耳僅剩下一半的聽力，只聽得見低頻率聲音。即使些微聽障，卻精通吉他、二胡等樂器。

## 經歷
江承堯原本選擇電腦繪圖的工作，從來因為聽力問題而放棄，回到父親的鐵工廠學習，並因而踏入金屬創作的領域。基於美術、工業設計的背景，故常在作品加入「可活動」的元素。妻子薛慈雯也是因為創作拜師而相識，進而相戀結婚。

## 風格
江氏的作品取材於自然，從日常生活中常見的「麻雀」系列開始，陸續加入貓、狗、貓頭鷹、魚、蝙蝠、企鵝等元素，與玻璃、漂流木、五金材質等結合，透過鐵的支撐，讓作品走向立體的世界，搭配音樂及機械連動的設計。